# Oldenburgs voetbalkampioenschap 1905/06
In 1905/06 werd het eerste Oldenburgs voetbalkampioenschap gespeeld, dat georganiseerd werd door de Noord-Duitse voetbalbond. De competitie werd opgedeeld in Wilhelmshaven en Oldenburg. Frisia werd kampioen van Wilhelmshaven en FC Oldenburg van Oldenburg, van deze groep is enkel deze club bekend. Het is niet bekend of beide clubs elkaar bekampten voor de algemene titel, wel dat geen van beide deelnam aan de Noord-Duitse eindronde. Na dit seizoen fusioneerden FC, Preußen en Viktoria tot FC Deutschland 05.

## Eindstand
| Plaats | Club                       | Wed. | W | G | V | Saldo | Ptn |
| ------ | -------------------------- | ---- | - | - | - | ----- | --- |
| 1.     | FC Frisia 03 Wilhelmshaven | 3    | 3 | 0 | 0 | 18:1  | 6:0 |
| 2.     | FC Wilhelmshaven           | 3    | 2 | 0 | 1 | 8:7   | 4:2 |
| 3.     | FC Preußen Wilhelmshaven   | 3    | 1 | 0 | 2 | 4:10  | 2:4 |
| 4.     | FC Viktoria Wilhelmshaven  | 3    | 0 | 0 | 3 | 1:13  | 0:6 |

|  | Kampioen |